# 十曽川
十曽川（じっそがわ）は、鹿児島県伊佐市を流れる一級水系川内川支流羽月川の第2次支流である 。

## 地理
「奧十曽風致探勝林」に端を発し十曽池に貯水される。十曽ダムにて流量調整されたあと平野部に至り、整備された堤防に沿い羽月川へ流入する。

## 流域の自治体
鹿児島県伊佐市

## 奧十曽風致探勝林
上流の十曽ダム上流周辺に位置する森林で、奧十曽風致探勝林として水源の森百選に選定されている。
| 山岳             | 面積(ha) | 標高(m) | 人工林(%) | 天然林(%) | 主な樹種                         | 制限林                       | 種類                                 | 流量(m3/日) |
| ---------------- | -------- | ------- | --------- | --------- | -------------------------------- | ---------------------------- | ------------------------------------ | ----------- |
| 奧十曽風致探勝林 | 153      | 600     | 8         | 92        | タブノキ・シイ・イスノキ・ヒノキ | 水源かん養保安林、保健保安林 | ダム貯水（十曽池）、流水（十曽川）、 | 50,000      |

ヤマメやマス等の養殖に使用され、貯水された水はほとんど農業用水に利用される。ダム湖は 「十曽青少年旅行村」として整備されている。また山中には、樹齢600年を越える日本最大のエドヒガンが森の巨人たち百選に選定されている。
所在地：鹿児島県伊佐市小木原十曽（データは選定年1995年（平成7年）7月）

## 奥十曽渓谷
上流は奥十曽渓谷として、白蛇の滝、行者の滝、おしどりの滝、冷水の滝など大小十数個の滝が点在する。十曾渓谷として森林浴の森百選にも選定されている。

## 流域の道路
- 鹿児島県道422号山野停車場線
- 国道268号